# هيو ستويل سكوت
هيو ستويل سكوت (بالإنجليزية: Hugh Stowell Scott)‏ (1862 - 19 نوفمبر 1903)؛ روائي بريطاني.